# Anders Gravers Pedersen

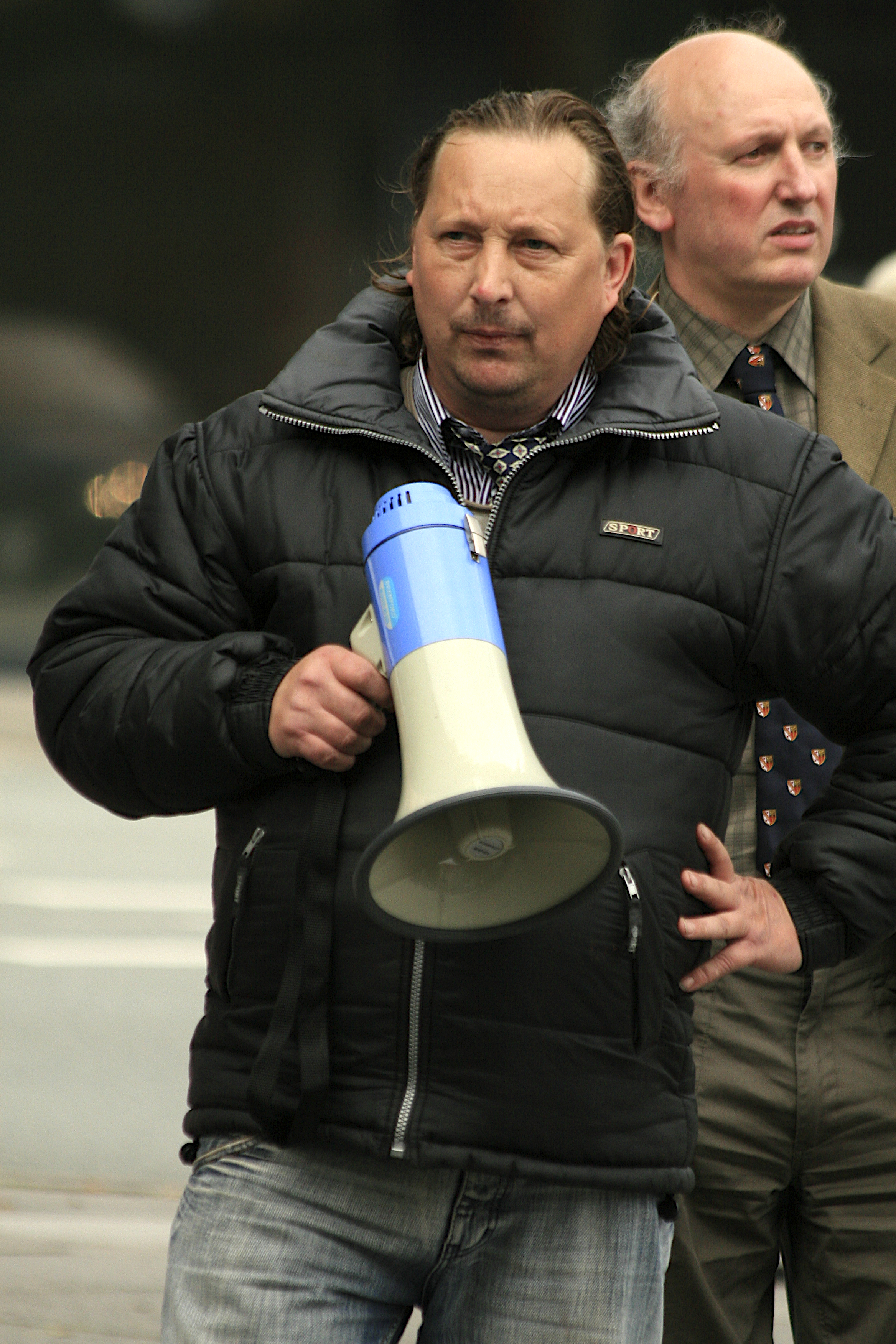
Presidente da organização Stop Islamizaton of Europe, Anders Gravers Pedersen (esquerda)

 Anders Gravers Pedersen  é um ativista anti-islâmico dinamarquês. Ele é o fundador e presidente da organização Stop Islamization of Denmark  (SIAD) e líder da  Stop Islamization of Europe  (SIOE).  Gravers também participa das relaçoẽs transatlânticas entre a SIOE e a Stop Islamization of America, sendo que possivelmente contribuiu para a fundação da filial americana. 

## Atividades
Em março de 2012 participou da realização de um comício e organizou uma conferência anti-islâmica, juntamente com a English Defence League, uma organização de extrema-direita anti-islâmica da Inglaterra, em Aalborg.  Dois anos antes, ele foi agredido em um comício na mesma cidade por um homem que discordava de suas militâncias. Em 2008 a SIAD e Gravers Pedersen, enquanto era líder dessa fundação, foram condenados a pagar cerca de 10.000 Coroas dinamarquesas por violar uma ordem judicial que não permitia a caricatura de Maomé feito pelo cartunista Kurt Westergaard enquanto realizavam um comício, além de terem que pagar 40.000 Coroas dinamarquesas por violações de direitos autorais para o mesmo.  
Tentou concorrer em assento no parlamento dinamarquês em 2012  e em 2009  . Contestou as eleições municipais em Aalborg em 2005, quando ganhou 383 votos e o grupo Stop Islamization of Denmar recebeu um total de 1.172 votos.   Essa totalidade significa menos do que 1% dos votos na eleição. Participou da eleição parlamentar de 2007 na Dinamarca, contudo Pedersen obteve apenas 73 votos. 